# たまごっち!
『たまごっち!』は、2009年10月12日から2015年9月24日までテレビ東京系列で放送されていたテレビアニメである。本稿では『たまごっち!』のシリーズ作品についても述べる。

## 概要
テレビアニメ化は『さぁイコー! たまごっち』（BS11）に続き3度目で、初の30分となった。オー・エル・エムのプロデューサー、亀井康輝が率いるTeam Kameiのテレビシリーズ初制作作品でもある。
映画2作目、『映画! たまごっち うちゅーいちハッピーな物語!?』の基本設定が引き継がれているが、映画1作目、『えいがでとーじょー! たまごっち ドキドキ! うちゅーのまいごっち!?』の主人公（人間の少女）、たんぽぽは登場していない。主な声優は映画版や『さぁイコー!』とほぼ同じだが、一部交代した声優もいる。また登場するキャラもかなり多く、一人複数役が非常に多くなっている。
OPや劇中にアニメの関連商品が登場する。例として第56話 - 第58話のBパートは「なりきりチャレンジ!」シリーズとしてサブタイトル画面にキャラクターが登場していた。
テレビ東京系列のみ字幕放送を実施。まめっちは黄色、ラブリっちは水色、その他のキャラクターは白色で表示される。
2011年度後半からは視聴者連動企画が実施されるようになり、一般視聴者が抽選で声の出演ができる企画も実施された。当選者は2012年度の第130話、第156話で出演した。
2012年度の第144話からは第2期『たまごっち! ゆめキラドリーム』が始まり、主要キャラが留学するという内容となっている。まめっち、めめっち、くちぱっち、スペイシー・ブラザーズ、ひめスペっちを除くキャラクターおよび主な舞台が全て一新される。
2013年度の第193話からは、第2期の後日談である第3期『たまごっち! みらくるフレンズ』が開始した。
2014年度の4月からは第4期『GO-GO たまごっち!』が放送が開始された。第1期を踏襲した内容になっており、歴代レギュラーキャラクターの総出演など、シリーズの集大成ともいえる作品であった。本シリーズをもって2009年10月の放送から5年半続いたシリーズが完結した。
2015年度の4月からは、『たまごっち! たまともだいしゅーGO』の放送が開始され、過去シリーズの傑作選に加え新たに5分間の実写コーナーの「うちゅーでたまトーク」が新設された。これに伴いアイキャッチ・エンディングが廃止され、オープニングが30秒に短縮された。
2014年度からは、テレビ東京の月・火・金の18:30にもアニメが編成、そして終了時刻は、月曜から水曜は18:57、金曜は18:58に変更されるも、木曜は直後の19:00のアニメ『ポケットモンスター XY』が継続される関係上、本作は引き続き19:00終了となる。なお、本作は2015年度からアイカツ!と枠交換に伴い、木曜18:00枠に移動した。
2015年10月1日に本作と同じ製作体制で『かみさまみならい ヒミツのここたま』を放送することが決定し、本シリーズは6年間の歴史に幕を閉じることになったが、2017年公開の『「映画かみさまみならい ヒミツのここたま 奇跡をおこせ♪テップルとドキドキここたま界」』の同時上映作品として『映画たまごっち ひみつのおとどけ大作戦!』が公開された。

## 放送期間・形式

### 放送期間
公式では第1期がたまごっちタウン編、第2期・第3期はドリームタウン編と称される。
第1期（たまごっち!）
ラブリーたまとも編
1年目前半：第1話 - 第25話
1年目後半：第26話 - 第48話
ハッピーハーモニー編
2年目前半：第49話 - 第73話
2年目第3クール：第74話 - 第85話
2年目第4クール：第86話 - 第94話
コレクトたまハート編
第3期までは2本立ての構成が廃止され1本立てとなる。
3年目前半：第95話 - 第122話
3年目第3クール：第123話 - 第143話
第140話 からアバンタイトルが導入された。

第2期（たまごっち! ゆめキラドリーム）
4年目前半：第1話（通算144話） - 第27話（通算170話）
第171話から放送日時が変更される。
4年目後半：第28話（通算171話） - 第49話（通算192話）
第3期（たまごっち! みらくるフレンズ）
5年目前半：第1話（通算193話） - 第29話（通算221話）
第4期（GO-GO たまごっち!）
5年目後半：第1話（通算222話） - 第25話（通算246話）
6年目前半：第26話(通算247話)　- 第50話（通算271話）
第94話まで主流だった2本立ての構成が復活し、シリーズとして初めてナレーションが導入された。
本シリーズを以て新規放送が終了、たまごっちテレビアニメシリーズ全271話が完結した。
たまごっち! たまともだいしゅーGO（傑作選）
過去シリーズの再放送。アニメパート（セレクション放送）と実写パート（うちゅーでたまトーク）を放送。
本作でたまごっちのテレビアニメの放送が完全に終了。全シリーズ合わせて6年間全297回の放送だった。

### 形式
番組終了後は、ミニコーナーが放送される。第1話から第143話まではラブリンと一緒、第143話から第191話まではゆめキライマドキッチェック、第193話以降から第4期最終話まではたまデパニュース!。主に関連商品などが紹介される。このミニコーナーはたまごっちの公式サイトでも見られる。
テレビ東京製作のアニメでは初めてデータ放送に対応しており、2011年4月と2012年9月、2013年9月、2014年4月にデザインのリニューアルを行った。
2013年から直前番組『ピラメキーノ』からのジャンクションと、直後番組『アイカツ!』へのジャンクションは、本作のゆめみっち・キラリっちと『アイカツ』の星宮いちご・霧矢あおいが共演する形で行なう様に変わった。
2013年4月4日からは木曜 18:30 - 19:00に放送時間が変更された。なお同月同日には『アイカツ!』も直前の木曜18:00 - 18:30に移動し、2009年4月以来4年続いたテレビ東京月曜19時台のアニメは廃枠、同時に在京民放の月曜19時台アニメは全廃となった。同時に木曜18:30枠がアニメ枠になるのは、2004年10月から2006年3月まで放送されていた『冒険王ビィト』以来7年ぶりである。これに伴い、それまで本作→『アイカツ!』での共演ジャンクションは、『アイカツ!』開始前のジャンクションに変更、そして『アイカツ!』→本作へのジャンクションは、2013年より放送中の、本作と『アイカツ!』の合同番組宣伝CM流用に変更された。
2013年9月5日からは『みらくるフレンズ』編が開始したが、『アイカツ!』→本作の共演ジャンクションは廃止され、本作の単独ジャンクションに変更、そして『アイカツ!』開始前の共演ジャンクションも廃止された。
提供読みはまめっち役の釘宮理恵が担当していたが、『たまともだいしゅーGO!』では実写パートに出演する子役に変更された。

### 番組内容の変遷
第1期（たまごっち!）
第1話 - 第94話（ラブリーたまとも編・ハッピーハーモニー編）
たまごっち星の「たまごっちタウン」に暮らすまめっち、めめっち、くちぱっちと本作から登場するラブリっちと途中からたまごっちタウンに留学に来たメロディっちなどが織りなす日常を描く。作品内で古代のたまごっち星にタイムスリップしたりメロディっちの故郷で非日常的な現象が起こる展開がある。第72話からはもりりっちが登場し、たまごっちに色々なアクセサリーを着ける「たまもり」と呼ばれるファッションも登場した。
第95話 - 第143話（コレクトたまハート編）
たまごっち同士の絆で生まれるたまハートを集める内容になっている。ハー島から修行の目的で来た「きずなっち」と、地球から転送されて来た人間の「ともみ」とたまごっちの進化などが見られる。終盤にあたる第139話以降ではたまごっち達がタマゴ化する現象が起きており、シリアス味を帯びたストーリー展開となっている。

第2期（たまごっち! ゆめキラドリーム）
第1話（通算144話） - 第49話（通算192話）
タマゴ化現象から数か月後のこと。タマゴ化現象が発生する前に開催されていた「ロボットサッカートーナメント」で優勝し、その功績が称えられたまめっち、めめっち、くちぱっちの3人は新たなる地「ドリームタウン」に留学し、そこで2人のたまごっちゆめみっち・キラリっちと出会う。2人はアイドルになるという夢を抱いており、その夢を叶えるためとあるサーカス会場で出会った占い師のおばあさんから手渡された「ゆめキラバッグ」を使い様々な姿に変身し、正体を悟られないようにしながらドリームタウンで起こる様々な問題を解決していく。
第3期（たまごっち! みらくるフレンズ）
第1話（通算193話） - 第29話（通算221話）
未来のドリームタウンで、不思議なたまごっちドリームバクっちが何者かに逃がされる事件が起こった。未来のドリームタウンに住むみらいっちとくるるっちは父親のドクター・フューチャーに依頼され、二人のパートナー「ウォッチリン」と共に逃がされたドリームバクっちを保護することになるが、その最中に、謎のたまごっち「X仮面」と出会う。X仮面もまた、ある目的を果たすためドリームバクっちを追っていたのだ。しかし彼に追われていたドリームバクっちが慌てふためき、その影響でウォッチリンに内蔵されたタイムトラベル機能が作動、二人とウォッチリンは、X仮面らと共にまめっちの住む現代のドリームタウンにタイムスリップしてしまう。二人は未来に帰るため未来のアイテム「ポケットデザイナー」を使い、親しくなったまめっちたちと協力してドリームバクっちを保護していくが、その頃X仮面もドリームバクっちの捕獲に動き出していた。
第4期（GO-GO たまごっち!）
第1話（通算222話） - 第50話(通算271話)
まめっちたちがドリームスクールで過ごしている中、1000年に一度たまごっち星で大陸同士が衝突するという謎の現象「たまごっつん」が発生。それによってたまごっちタウンとドリームタウンは合体し「ドリたまタウン」と呼ばれる町が誕生し、ドリームタウンに留学している「まめっち、めめっち、くちぱっち」は、たまごっちタウンで暮らしている「ラブリっち、メロディっち、もりりっち」たち、宇宙からは「ひめスペっち」、未来からは「みらいっち、くるるっち、きゃんでぃぱくぱく」、メロディランドからは「ゆめみっち、キラリっち」、そして「ピアニっち、コフレっち」とも再会し、今作から登場する「おれねっち、ねぇねっち」も迎え、新しい町ドリたまタウンでの新生活がスタートする。

## 世界観

### たまごっち星
地球から銀河5個分離れた場所にある、まめっち等、多くのたまごっちが暮らしている黄緑色の惑星。第139話ではたまごっち星の世界地図が登場する。海や砂漠など、地球と共通している部分もある。住民の身長は人間と比べて低い。顔が描かれており、常にヨダレを垂らしている。

### たまごっちタウン
第1期の主な舞台。たまごっち星最大の都市で、たまラシア大陸に位置する。まめっちやそのたまともはこの街に暮らしていて、王宮、テレビ局、学校などが存在し盆地に囲まれている。第86話のBパートでは町の地図が登場する。テレビやパソコンなどの家電製品が普及している。
たまごっちスクール
まめっちたちが通う学校。顔のついた校舎で自我を持ち、朝や帰りに挨拶をしてくれる。本校舎の他にも体育館やカフェテリアなどが存在する。
たまストリート
今作にて新たに設定された商店街。道を直進するとTAMAX-TVの社屋に進む。
たまストリート駅
たまストリートの前にある駅。ここからたまでんが発着する。
「ハッピーバースディ! まめっち」では、たまでん誕生60周年記念イベントが行われた。
たまでん
たまごっち星の鉄道。まめっちと誕生日が同じ。
たまカフェ
ラブママリっちが経営するカフェテリア。
まめっち達もよくここに来て、雑談をしたりパーティを開いている。
注文するケーキをスロットで決めたり、雲型エレベーターや滑り台があったりと、設備も充実している。
ラブリっちの自宅であり、閉店時は普通の家のようになる。
ドーナツ公園
道がドーナツのように円を描き、噴水、滑り台、ブランコがある公園。
第5話では、GOTCHIMANの収録も行われた。
たまごっちデパート
たまストリート入り口の隣にあるデパート。通称「たまデパ」。
真実のくちぱっち（しんじつのくちぱっち）が人気で、どんな願いも叶うと言われている。ぱっちの森にも存在し、まめっち達を古代のたまごっち星にタイムワープさせた。
「一日店長おれねっち〜♪」にてリニューアルオープンが行われた。
ドリームタウンにも存在する。
WARUCAFE（ワールカフェ）
外観は頭部にシルクハットとサングラスをつけた、文字通り悪者のような姿をして、店内にはヤクザ風の大人たちがたくさんいる。
アカスペっちは内部を覗きこんで、「ワル&クールなひと時を過ごしたいでヤンス」と話していた。
その見た目はスナックバーに近しく、スペイシーっちの言う学割が利くとは言いがたい。
また注文された商品を批判されると、マスターが機嫌を損ねてしまう。
写真館
ラブパパリっちが経営する店。
外観や店内のは様々な衣装を着たラブリンの写真が沢山飾られている。
めめっち、まきこ、ふらわっちが来て、様々な衣装を着て写真撮影をしていたが、最終的にはGOTCHIMANごっこのようになった。
洋服屋
「キラ〜ン! ラブリン氷上に舞う」で、くろまめっちが、ラブリンとペアを組む際の衣装を借りるシーンにて登場。
TAMA MORE（たまモール）
たまごっち星の有名ブランド『TAMA STYLE（たまスタイル）』の商品が売られているデパート。
バーゲンセールも行われており、売り場では激しい奪い合いも繰り広げられる。このため、めめっちたちはこれに備え日々猛特訓をしている。

TAMAX-TV（たまっくすティーブィ）
たまごっち星の人気タレントが所属しており、様々な番組の制作や収録が行われている。全3チャンネル放送している。
第111話にて創立45周年を迎えた。
旧社屋
第1話から第110話まで存在した建物。
第111話以降は登場しない。
建物外観はタワー状デザインで、上層部には展望台が存在する。
新社屋
第111話に竣工した。
竣工当時、落成式のイベントが行われ屋台や特設ステージが設けられた。
落成式中に高出力に電波が発射され、一時的にたまごっち星の時間が止まった。
外観は長方形のビルに上にドーナッツ状の展望台が設置されてTAMAX-TV社屋として初めてセキュリティゲートが設置された。新社屋は最新式の送信アンテナが設置されたまごっち星全土に広域放送が可能。

セレブリア
前作の『映画! たまごっち うちゅーいちハッピーな物語!?』で初登場した富裕層向けの超高層マンション。ききっちの両親が保有する。
ききっちの家はタワーの上にある。
メロディっちはここでバイオリンレッスンを受けている。
敷地には巨大な遊園地が存在する。
アクセスは鉄道を利用する。
チャレンジタウン
色々なおけいこチャレンジができる場所（第56話 - 第58話各Bパートにて）。
まめシティ
まめっちが暮らしている地域。
ぱっちの森
くちぱっちが暮らしている地域。巨大な森が存在し、迷いやすい。巨大な湖、洞窟などがある。
森の奥には『真実のくちぱっち』があり古代のたまごっち星にタイムワープすることがあった。（第26話にて）
TAMATAMA MUSEUM
「ビックリ! そっくり? くちぱっちといしぱっち」「たまごっち星のピンチ! 救えるのはきずなっち!?」で登場する博物館。「世界の石像展」が開催されていた。

### その他の地域
のーすのーすぽいんと
第10、45、139話などで登場。一年を通して気温が低い豪雪地帯。住民は毛皮のようなものを着用している。第139話において最初にタマゴ化現象が起きた地域である。
ピチピチ島（ピチピチじま）
第36話で登場。TAMAX-TVの番組のロケ地となる。
年に一度、やどかりっち（正式表記は不明）が産卵する姿を見ることができる。
たまサバク
第101、102話で登場。たまサンド族が生活している村がある。
大旱魃が続く中、ハート形の雲が恵みの雨を降らせたという伝説がこの地に残されている。
ハー島（ハーとう）
第128、142、143話で登場。ハート状の島できずなっちの故郷。きずなっちの他にもハートかみっちとでんしょハートっちが暮らしている。滅多に現れないとされる幻の虹を渡って上陸する。たまハートの鍵を握る神秘の泉や、この島でしか収穫できないハートベリーがある。
かぜかぜ村 / はなはな村
第123話で登場。はるかぜっちとみどてっちが住んでいる。
この2つの村は、たまミズキという木の種のまき方で長い間反発していた。

### メロディランド
メロディっちの出身地、第2期のピアニっちの留学先で、ゆめみっちとキラリっちが留学した「アイドルアカデミア」がある国。町中が音楽に溢れている。たまラシア大陸の向かい側の大陸に位置する内陸部の国。第1期の第64、65、119‐121話、第2期の第169、170話で登場。
市街地
空港から鉄道で数分の場所。たまごっちタウンとは逆に西洋的な街並みである。中央に王宮があり、盆地と川に囲まれている。
ムジカの森
第119話・第120話に登場した森。整備されていて宿泊施設が存在する。宿泊施設周辺には巨大な湖と波止場がある。
メロディバイオリンが進化したのもこの場所である。

### ドリームタウン
メロディランドと同じ大陸に位置する沿岸部の都市。たまごっちタウンと姉妹都市。第2、3期の舞台。メロディランド同様飛行機を利用する。花びら状の島で、パレットと呼ばれるエリアが全10地区が存在する。交通機関はドリームトレインと呼ばれる路面電車が存在し、全11路線が運行している。第192話の終盤では、みらいっち達の暮らす時代より遥か先の未来のドリームタウンが登場し、ドリームスクールが存在する山には柱が建てられ上空に新市街が作られていることが確認できる。
パレット（地区）一覧
時計回り順に解説。
エコパレット
つぼみ自然公園やエコタウン、風車などがある。スペイシー・ブラザーズの家も存在する。イメージカラーは緑色。
ビジネスパレット
高層ビルが立ち並ぶオフィス街。ドリームタウンの経済の中心。イメージカラーは水色。
マリーンパレット
港や波止場とピアニっちの家「ミュージックカフェ」がある。まめっちは第2期166話以降はミュージックカフェでホームステイするようになった。イメージカラーは青色。
エンタメパレット
ドリームタウンの文化発信地。テレビ局の「YUMEX‐TV」や大型ホールなどがある。イメージカラーは紫色。
グルメパレット
食べチャイナタウン（中華街）や市場などがある。くちぱっちのホームステイ先の中華料理店「夢夢飯店」もある。イメージカラーは赤色。
ファッションパレット
ドリームタウンのショッピング街。めめっちのホームステイ先の美容室「サロン・ド・ドリーム」とコフレっちのメイク店「コフレサロン」がある。イメージカラーはピンク色。
トラッドパレット
レンガ作りの家がある住宅街。ゆめみっちの家がある。イメージカラーはオレンジ色。
ファクトリーパレット
工場などがある工業地帯。第2期初回から165話までのまめっちのホームステイ先であるいかりっちの家とスマートっちのホームステイ先の「ドリーム園」がある。未来ではファクトリーパレット全体の再開発計画があり、三日月イルカっちの保護施設の建設計画がある。イメージカラーは黄色。

ドリームスクール
まめっちたちが留学している学校。自分の夢を実現させる学校であり、夢に合った専門科目を選択できる。判明している専門学科は、芸能科、ロボット科、美容科、料理科、服飾科、音楽科、トリマー科、デザイン科の8つ。
ミュージックカフェ
ママピアニっち（カフェママ）が経営する喫茶店。ピアニっちの家とまめっちのホームステイ先。本編ではたまともたちがよく集まり談笑することが多い。
YUMEX-TV（ゆめっくすティーブィ）
エンタメパレットにあるドリームタウンのTV局。沿岸部に位置し、建物はヨットの形をしている。
ドリーム園（ドリームえん）
えんちょうっちが園長の保育園または幼稚園。園舎とピアノが一体になって建設された。ピアノはドリームスクールの卒業生が寄贈した。未来ではファクトリーパレットの再開発計画で取り壊しが決まっていたが、未来が変わったことで計画が変更され再開発後も保存されることとなった。

### ドリたまタウン
たまごっつんにより、一部の建物が合体したほか、この影響で新しくできたものも存在する。
ドリたまスクール
たまごっつんにより、ドリームスクールとたまごっちスクールが合体した学校。学校の入口に立つと、自動的に教室へ移動する。クラスは毎日ランダムで選ばれる。外見は、正面から見て左側がドリームスクール、右側がたまごっちスクールである。
たまごっちスクールにあった、高学年と低学年の区別は存在しない。また、ドリームスクールにあったドリームクラスは、部活動という形で継続されている。部活動の種類は、運動部、ファッション部、料理部、芸術部、発明部、チアリーダー部。新たに部活を作ることも可能で、まめっちが生徒会部、スペイシーっちが制服（本人は「征服」のつもりで言っていた）部をそれぞれ設立している。
たまごっつん終了後、再びドリームスクール・たまごっちスクールに戻ったが、部活動は継続しているとされる旨をメロディっちが話している。
YUMETAMAX-TV（ゆめたまっくすティービィ）
YUMEX-TVと新社屋のTAMAX-TVが合体したTV局。元々別のTV局だったため、たまPっちとオッケーっちは張り合っていた。外見は正面から見て、左側がYUMEX-TV、右側がTAMAX-TV。
もしも山（もしもやま）
たまごっつんで新しくできた山。「if」の形をしている。
この山の頂上（「i」の「•」の部分）に雲の輪がかかっている間に、頂上で「もしも（叶えたい願い）だったら」と言うと、その願いが叶う。
たまごっつん終了後の行方は不明。

### ジ・アース
ともみ、ゆか、ゆきねとすずねの人間が暮らす惑星の地球である。本作では主に日本国内について描かれている。まめっち達の視点からは、顔が描かれ、頭にハートのアンテナがついている。

## アイテム・用語

### 第1期
たまとも
まめっちによれば「大事な友達」を指すが、たまごっちによって解釈は異なる。
真実のくちぱっち（しんじつのくちぱっち）
願い事を言うと、その願いを叶えるという謎の岩。たまごっち星にいくつか存在するとされるが、発見されているのは、たまデパにかつてあったもの（リニューアル後には存在せず、詳細は不明）、ぱっちの森にあるもの、ドリたまスクールにあったもの合計3つのみ（「マリンブルー! 海賊島で宝探し」終盤でも真実のくちぱっちらしきものが登場している）。
メロディバイオリン
メロディっちが愛用するバイオリン。幼少期にメロディランドの女王からもらったもの。
初登場時は、バイオリンの色はピンク色であったが、メロディランドでのバージョンアップ後（第121話）に色が白に変わった。ケースにバイオリンを入れて、出かけるときも肌身離さず持ち歩いている。バイオリンにはハートの音符がついている。バイオリンの色が白色に変化したあとは、菫色の色があしらわれ、ハートの音符のハートが2つに増えている。
初登場時にはバイオリンに話しかける場面があった。その後、メロディランドでバイオリンの女の子として擬人化した。
メロディチャーム
叩いたり振ったりすると音楽が鳴る、選ばれた者だけが手にできる伝説の楽器。ピンクのハートのデザイン。
どれみっちとそぷらっちが音楽を聞いて喜んだり、まめっちの歌が音痴じゃなくなるなど、不思議な力がある。
また、メロディチャームは2つ出現し、1つはメロディっち、1つはラブリっちが持っている。
しかし、使用されたのはOPと第65 - 66話Aパートのみで、第67話から第97話まではメロディっちの首飾りとして登場しただけで、使用されることはほとんどなかった。
第97話ではメロディチャームとまめっちの発明した小型プロフマシンがたまハート現象で融合し、最終的に『たまプロフィ』へと変化した。その後ハートコレクト用に活用されているが、その他の能力が引き継がれているかは不明。
たまもり
たまごっちに色々なアクセサリーをつける事。
たまハート
誰かを思いやることで生まれる伝説のハート。いつもは見えないが、たまごっち同士の絆が深まることで、たまハートを目視することができる。神秘のプレートから出現するときもあれば、突如現れる場合もある。
たまこ姫は「一度現れたたまハートは決して消えることはない」と話している が、ハートかみっちは「原因は不明だが、消滅する」としている。
神秘のプレート（しんぴのプレート）
たまハートが出現するプレート。全12枚存在する。
たまプロフィ
メロディーチャームとまめっちの発明した小型プロフマシンがたまハート現象で融合し誕生したスマートフォン型のアイテム。たまハートをコレクトすることが可能。たまプロフィの色はラブリっちがピンク、メロディっちが紫。
第102話からはきずなっちが住み込んでいる。
ひめスペフォン
ひめスペっちが持っているピンク色の携帯電話。占い機能が搭載されている。電話のカバーを取り替えて占う。
タマゴ化現象（タマゴかげんしょう）
「消えたたまハートと不思議のはじまり」から「きずなのちから」までで発生した、たまごっちがタマゴのようになる現象。タマゴ化すると、本人は「全てがどうでも良い」と感じるようになり、タマゴ化を受けた全員が全く同じ行動しかしなくなる。発生した原因は不明だが、ハートかみっちは、たまハートが減少したことにより発生したのではないかと考えている。

### 第2、3期
ドリームフェスティバル
通称「ドリフェス」。ドリームスクールのそれぞれの科による発表会が行われる。
ゆめキラバッグ
第144話で謎のおばあさんから渡された不思議なバッグ。バッグの色は、ゆめみっちのはピンク、キラリっちのは青色。バッグについている水玉模様のリボンは、ピンクと青が、色が逆の色である。バッグの中には、アスペクト比4：3の小型液晶とカードリーダーがついており、ドリカワカードをスキャンし様々な職業に変身することが出来る。変身できる職業はドリカワカードの組み合わせによって決まる。夢を叶える手伝いをするといわれ、このバッグの秘密を他人に知られてしまうと夢が実現しなくなる。変身すると周りからは別人と思われる。そのためゆめみっちとキラリっちが変身した後、たまともたちには毎回「通りすがりの〜」と言い他人であることをごまかす。何に変身したかは各話リストを参照。
第158話以降は、バッグを使用している間ゆめキャンっちが出現するようになる。
第173話では詳細は不明だが、トラブル解決後も変身した姿のままでい続けると、ゆめみっちとキラリっちの存在が他のたまごっちの記憶から徐々に消えていくことが判明。ただし本来の夢を思い出せば、トラブル解決直後の時間まで戻ることができる。
スマートピアノパッド
ピアニっちが持っているタブレット形の電子楽器。アプリシートを交換して使用する。略称スマピ。色は基本的に白だが、ピアニっちが持ってるスマピはピンク色である。
キラキラガールズ
ゆめみっち、キラリっち、めめっち、ひめスペっち、ピアニっちが結成した女子バンド。ギター&ボーカルはゆめみっちとキラリっち、ピアノはピアニっち、サックスはめめっち、ドラムはひめスペっちが担当。
ひめスぺっちが抜けた後は、コフレっちがドラムを担当している。
OPの「ロックン・ハート!」を歌っている。
第271話ではコフレっちを含めた5人にひめスペっちが復帰した状態でラブリっち・メロディっちと共にハッピーハッピーハーモニーのスペシャルバージョンを歌唱したり演奏したりした。
レインボーイズ
まめっち、くちぱっち、ライトっち、なんでっち、ナイトっちが結成した男子バンド。
EDの「パワフル・ビート!」を歌っている。
コフレパレット
コフレっちが持つ化粧用の道具。
ポケットデザイナー
みらいっちとくるるっち、きゃんでぃぱくぱくが持つ未来の端末。父親であるドクター・フューチャーが開発した。色はピンク色。
たまオークション
オークションおじっちが主催している。
依頼者が希望する物を募り、複数のアーティストの作品の中から、依頼者が気に入った物を決めるというのがこのオークションの流れで、ピアニっち曰く普通のオークションとは異なる。

### 第4期
たまごっつん
たまごっち星で1000年に一度発生する現象。たまごっち星の大陸が移動し、大陸同士で「たまごっつんパーティー」が行われる。
大陸がパーティーを行っている間、その大陸上の街や建物は1つになる。
「笑って笑って またごっつん!（後編）」にて、パーティーが終了し、街も元の姿に戻った。
もりぱくコフレ団（もりぱくコフレだん）
もりりっち、きゃんでぃぱくぱく、コフレっちの3人が結成した組織。密かに良い行いをするのが使命。3人以外でこの組織を知っているのはミミズ校長とれーなおばっちのみ。
「新たな部活?MPC??」にて、ドリたまスクールに部室が設けられた。
ドリたまイレブン
まめっち達が所属するサッカーチーム。ワールドたまカップで優勝する。
ランドキックス
もてっち達が所属するサッカーチーム。ワールドたまカップ決勝戦の相手。
ごっつん彗星（ごっつんすいせい）
1000年に一度たまごっち星の側を通る彗星。
モフモフっちと同じ一族の「モフモフ族」が暮らしている。

### TAMAX-TV内の番組
無印編（〜143話）で作中に登場した番組を解説する。
GOTCHIMAN
TAMAX-TVの特撮ヒーロードラマ。
まめっちもファンであるが、めめっちやござるっちはラブリン目当てで、他の仲間たちはあまり興味を示さず、人気のなさがうかがえた。
第2話Bパート以降では、ラブリンもヒロイン役として出演している。
一度視聴率が伸び悩み打ち切りが決まったことがあるが、主人公がまめっちから発明品をもらい、帰りに橋から落ちそうになっていたまめバスを発明品で救助した ことがきっかけで人気が再燃し高視聴率も続いたが、後日ちゃまめっちから「飽きたです」と言われるなど再び人気が落ちている。
ラブリンと一緒（ラブリンといっしょ）
ラブリン主演のバラエティ番組。
第3話でラブリンが体調不良を起こして倒れてしまい、仲間達が役に抜擢された。
ニュースやテレビショッピングなどコーナーはたくさんあるが、全てラブリンが1人でこなしている。
「ラブリンと一緒」第143話までアニメ本編終了後にミニコーナー（バンダイのCMとして）として放送されていた。
たまスペ カメラは見た!
第8話にて、ラブリンがまめっち達と南の島に眠るお宝を探す様子を収録した番組。
スタート時は全員冒険家の衣装だったが、途中から、マネキン人形の敵除け仕掛けに着せられていた海賊の服に着替えた。
結果、見つかったお宝は古代の10G玉のみだったが、まめっちは海賊船長の帽子をハピハピっちにプレゼントした。
あんパン刑事（デカ）
大泥棒『怪盗パピヨン』を逮捕する刑事を描く刑事ドラマ。
主人公のあんパン刑事は、あんパンを食べると、推理力が普段の30倍になるらしい（一緒に飲んでいる牛乳はただ単に「あんパンだけだと喉が乾くから」）。
ごっちがきる
時代劇。
ラブリン姫が家臣のめめっち、くちぱっちとお忍びに出ている途中トラブルに見舞われるが、まめっちが演じるまめの介に助けられるという内容。
まめっちヴァンパイア
シスターラブリンとその仲間が、ヴァンパイアと戦うホラードラマ。
劇中では、30秒クッキングもある。
番組対抗クイズバトル
文字通りのクイズ番組。年に1度行われている。
特典がTV番組出演であり、たまPっちはどうしてもラブリンを出演させたいがために、GOTCHIMANチームをADっちと一緒に妨害するも失敗に終わった。
彼と共に出演し優勝したまめっちは喜んだが、GOTCHIMANに興味を示さない仲間たちはラブリンを見たがっていたため、苦情の電話が殺到した。
マリンブルー伝説（マリンブルーでんせつ）
人魚姫がモチーフのドラマ。
マーメイドのラブリンが、一目惚れした相手との恋を叶えるために、どんな願いでも叶うという伝説の宝石『マリンブルー』を探す物語。
「一目惚れした相手」とは、最初はキャプテンまめっちかと思われたが、実は彼の乗っていた海賊船のことだった。
マリンブルーを手にしたラブリンは人間の姿となり、キャプテンラブリンとしてまめっちの海賊船を乗っ取り冒険へと旅立った。キャプテンまめっちは部下に階級を下げられ、さらにラブリンにピンチから救われ、自分の宝だったマリンブルーを彼女に手渡したまきこ一味も冒険に同伴していた。
第45話では、収録の様子が描写されていた。その際、まめっち達は「洞窟の中に、本当にマリンブルーがあるのかもしれない」と思い、洞窟の中を探検し数多くのお宝を手に入れたが、後にロケ用の小道具と判り挫折した。
田舎に泊まろう（いなかにとまろう）
ゴッチマンがまめっちファミリーの家に宿泊する番組。
家の中では、彼の苦手なピーマンやビターコーヒーを口にさせられたり、ラブリン主演ドラマ「ラブリン百発百中!」を見ようと思ったら、ニュースのチャンネルに変えられたりと、彼にとってついていないことがあった。だが、夜になるとまめっちの部屋で大発明を見せてもらった。
ごっちのしずくのCM
たまPっちが、ごっち大王の城の水の美味しさを実感したことが発端となり、CMが制作された。
GOTCHIMANをイメージキャラクターに起用し彼に目茶苦茶高度なCM収録をさせたにも関わらず、完成した映像ではラブリンがイメージキャラポジションとなって、彼が目立つところはほとんどなかった。
（タイトル不明）
「ダッチ! マンモスくちぱっちvsメカくちぱっち」で登場。
巨大化したくちぱっちが主役の映画。子供向け映画として制作されたが、まめっちを除く出演者から不評だったためお蔵入りとなった。
たまごっちグランプリ
たまともによるカーレース。出場選手はまめっち+スーパーレースカー→ゴッチマンカー、くちぱっち＋もぐもぐカー、めめっち＆まきこ+ぐるぐるカー、くろまめっち+ロケットカー、ラブリン&メロディっち+ラブリンカー、覆面レーサー+？レースカー、エコうさっち、ききっち&セバスチャンっち、ござるっち&がまのすけ。
ごっちがヴァンパイア刑事
ごっちがきる、まめっちヴァンパイア、あんパン刑事（デカ）の3作品を一つの番組にしたもの。
まめっちが、あんパン刑事、ヴァンパイア、まめの介の三役を演じている。
ADっちに「時代も舞台設定もバラバラ」とツッコまれたが、たまPっちは「そこが良い」と発言し制作に至った。

## スタッフ
- 原案 - BANDAI・WiZ
- 監督 - 志村錠児
- 副監督 - 秋山朋子（第4期）
- チーフたまごっちオフィサー - 飛田尚美
- プランニングマネージャー - 廣部琢之→高林庸介→林順英→鈴庄加依子→秋間眞良（テレビ東京）、泉谷繁夫→里吉純→島津仙人→渥美真紀
- シリーズ構成 - 松井亜弥
- キャラクターデザイン - 一石小百合、東海林康和、堺美和（第1期）→志村錠児（第2期 - ）
- 総作画監督 - 東海林康和、大河しのぶ（第4期）
- 設定協力 - JINCO
- 設定監修 - 加藤満、中村梨紗→孝子雄一朗→鈴木裕光→高尾大樹→都真由、斎藤夏姫→武部愛→野中僚太、中塚進一
- 美術監督 - 加藤賢司
- 色彩設計 - 大関たつ枝
- 撮影監督 - 吉田光伸
- CGIディレクター - 柳川智（第1期 - 第3期）→小出秀治（第4期）
- 編集 - 後田良樹
- 音響監督 - 中嶋聡彦
- 音響プロデューサー - 西名武
- 音楽 - 青空
- 音楽協力 - テレビ東京ミュージック
- エグゼクティブプロデューサー - 田口三昭→垰義孝
- プロデューサー - 小林教子→圡方真→高林庸介（テレビ東京）、久保勝範→中村梨紗→松浦希→都真由
- アニメーションプロデューサー - 神田修吉（第1期 - 第3期）→和﨑伸之（第4期）
- 制作担当 - 亀井康輝（第1期・第2期）→和﨑伸之（第3期）
- アニメーション制作 - OLM TEAM KAMEI（第1期・第2期）→OLM TEAM WASAKI（第3期・第4期）
- 製作 - テレビ東京、TeamたまごっちTV

## 主題歌

### 第1期（たまごっち!）
オープニングテーマ
- 「GO-GO たまごっち!」（第1話 - 第73話）
  - 作詞 - マイクスギヤマ / 作曲 - 鈴木盛広 / 編曲 - 亀山耕一郎 / 歌 - ならゆりあ（第1話 - 第48話）/ コーラス - ヤング・フレッシュ（コロムビアミュージックエンタテインメント）
  - 第1話 - 第25話は冒頭に小西克幸によるナレーションが入りOP全体で1:40分であった。第26話からはナレーションを廃止し映像も変更され、時間も1:30分に短縮された。
  - 第49話からは劇中のキャラクターが1ヶ月毎に歌を担当し、歌詞もアレンジされ間奏にはキャラのセリフ（たまとものみんなバージョンはなし）が入る。映像にはどれみっち、そぷらっち、メロディチャームが先行登場していた。2011年2月版のものは音楽がバイオリン調になっている。
    - 2010年10月（第49話 - 52話）　歌 - ラブリン（真堂圭）、メロディっち（三瓶由布子）、くろまめっち（加藤奈々絵）
    - 2010年11月（第53話 - 57話）　歌 - めめっち（柚木涼香）、まきこ（岡村明美）、くちぱっち（矢口アサミ）
    - 2010年12月（第58話 - 61話）　歌 - ちゃまめっち（儀武ゆう子）、ハピハピっち（こおろぎさとみ）、まめっち（釘宮理恵）
    - 2011年1月（第62話 - 65話）　歌 - テルリン（金田朋子）、ふらわっち（佐々木日菜子）、ラブリっち（真堂圭）
    - 2011年2月（第66話 - 69話）　歌 - まめっち（釘宮理恵）、どれみっち（こおろぎさとみ）、そぷらっち（植竹香菜）、メロディっち（三瓶由布子）
    - 2011年3月（第70話 - 73話）　歌 - たまとものみんな
- 「Like & Peace!」（第74話 - 第98話）
  - 作詞 - leonn / 作曲 - y@suo ohtani / 編曲 - 日比野裕史 / 歌 - Dream5（avex trax）
  - 音楽が本格的に変更され、アーティストも再び歌手かつユニットとなった。
  - 今回テロップはEDと同様のものが使われる。
  - 歌詞は当アニメ専用のものが使用されており、歌詞の一部がノーマル版と異なっている。
- 「キラキラ Every day」（第99話 - 第122話）
  - 作詞 - leonn / 作曲 - 松田純一 / 編曲 - 日比野裕史 / 歌 - Dream5
  - OPで初めて、冒頭にTamagotchiID Lが登場せず、途中でたまプロフィが登場する。
  - また今回からテロップが新しくなった。いずれも丸ゴシック体だが2代目以降のテロップとはやや仕様が異なる。
  - 全てのシーンに渡って、全キャラクターが歌に合わせて口を動かす演出がなされている（キャラそのものが歌っている訳ではない）。ちなみに、一部の場面でキャラが歌に合わせ口を動かす演出がなされたOPは過去にもあった。
  - 前期と同様、歌詞は当アニメオリジナルのものだが、たまごっち仕様にアレンジされた部分が増えている。
  - 最初はともみが登場していたが、第114話からはともみのいた部分がひめスペっちに置き替えられた。
- 「I★my★me★mine ダイスキver」（第123話 - 第143話）
  - 作詞 - leonn / 作曲 - 松田純一 / 編曲 - 日比野裕史 / 歌 - Dream5
  - 前期と同様、歌詞は当アニメオリジナルのものだが、たまごっち仕様にアレンジされた部分が多い。

エンディングテーマ
- 「たまともフォーエバー」（第1話 - 第25話）
  - 作詞 - 仁科薫理 / 作曲・編曲 - 神津裕之 / 歌 - はいだしょうこ（ポニーキャニオン）
  - 映像は、たまカフェで本編にとかさっちやめいどっち達が遊んでいるところを背景に、ラブリンカーがたまともを次々に乗せるものだった。
- 「もしも☆パラダイス!」（第26話 - 第48話）
  - 作詞 - マイクスギヤマ / 作曲 - 鈴木盛広 / 編曲 - 亀山耕一郎 / 歌 - mao（コロムビアミュージックエンタテインメント）
  - 映像はほとんど静止画で構成されたシンプルなものだった。
  - このエンディングの後に、たまステっちによるたまごっちの紹介が追加された。
- 「ハッピーハッピーハーモニー」（第49話 - 第73話）
  - 作曲・編曲 - メロディっち / 作詞・歌 - ラブリン（真堂圭）
  - 作詞・作編曲者はキャラクター名義でクレジットされているが、実際の作詞・作編曲者名は非公表。
  - 映像はほとんどがCGで構成されている。キャラクターは2D静止画である。
  - 背景にわずかながら、すいせいっちも登場している。
  - 提供クレジットの背景に、メロディーチャームが大きく出てきて終わる（一部の衛星放送はなし）。
  - 『ハッピーバースディ! まめっち』では、まめっちのハッピーバースデーver.も披露された。
  - 第4期第50話（第271話）では、ラブリン（真堂圭）とゆめみっち（福圓美里）・キラリっち（豊口めぐみ)によるスペシャルver.が披露された。
- 「Smiling!」（第74話 - 第85話）
  - 作曲・編曲 - 日比野裕史 / 作詞・歌 - Lay（rhythm zone）
  - アーティストが再び歌手に戻され、映像も再び2Dアニメオンリーになった。
  - 映像では、メインキャラはラストのみの登場で、その他のキャラは瓶が流れるシーンの背景として登場している。キャラクターの出番が少ない。
  - 第74話〜第75話ではまめっちが紙を広げその紙に提供を出すパターンだったが第76話からは広げなくなった。
- 「キズナ」（第86話 - 第98話）
  - 作詞 - 小川コータ / 作曲 - adult education / 編曲 - 生田真心 / 歌 - SHU-I（avex trax）
  - アーティストが当アニメ主題歌で初めて、全員男性かつ韓国人歌手となった。
  - エンディングで初めて、ミラクルスピンバトンによるダンスシーンがある。ダンスはラブリっち、メロディっち、もりりっちが披露している。持っているバトンの色は、ラブリっちはピンク、メロディっちともりりっちは青である。
  - 今までのエンディングと比べると、キャラクターの動く回数が非常に多くなっている。
- 「いのり」（第99話 - 第122話）
  - 編曲 - KZ（エイジアエンジニア） / 作詞・作曲・歌 - エイジアエンジニア（rhythm zone）
  - 前期と同様、男性歌手ユニットが歌を担当した。
  - OP同様テロップが新しくなった。
  - 映像は、最初にメインキャラがシルエットで登場し、次にハート型の枠の中に他のキャラがスクロールで登場、最後に全てのキャラが集まって終わる。
  - 第114話からは、OPと同様にともみが登場していた部分がひめスペっちに差し替えられ、新たにきずなっちも追加されたほか、一部修正されている。
  - 2012年から、イントロが微妙に変更されている。
- 「じゃんけんPON!」（第123話 - 第143話）
  - 作詞 - leonn / 作曲 - 松田純一 / 編曲 - 渡辺徹 / 歌 - Dream5
  - Dream5がEDを担当するのは初である。

挿入歌
- 「エブリーラブリー」
  - 作詞・作曲・編曲 - くらしっくっち（ポニーキャニオン）/ 歌 - ラブリン（真堂圭）
  - 『たまともフォーエバー』のカップリングになっていて、たまごっちとしては初のキャラクターソングになる。この曲をオーケストラ風、オルゴール風にアレンジされたBGMも本編で使われている。
  - 第48話と56話では、メロディっちが演奏を務めた「エブリーラブリー♪バイオリン」も披露された。
- 「ミラクルキッチン」
  - 歌 - ラブリン（真堂圭）
  - 『もしも☆パラダイス!』のカップリングソング。本編上では最初、シェイカーっちの歌として使用されたが、後にラブリンの新曲として使用された。第45話と第48話で使用。
- 「テルトハッザ」
  - メロディっちが演奏する曲のひとつ。
  - 曲名は、ザッハトルテを逆から読んだもの。
- 「ラブリーメロディ」
  - メロディーチャームの音楽につけられた名称。
  - アニメ本編ではこの名称は明言されず、メロディバイオリンの玩具で名称が明らかになった。
- 「ハッピーハート」
  - 歌 - ラブリン（真堂圭）
  - 作中ではラブリっちが作詞、メロディっちが作曲した。
  - 歌の途中でキーが2回変わる。
- 「明日の笑顔」
  - 歌 - ラブリン（真堂圭）
  - 作中では、メロディっちがムジカの森で演奏して、後日ラブリっちが歌詞をつけた。

### 第2期（たまごっち! ゆめキラドリーム）
オープニングテーマ
- 「ドレミファソライロ」（第1話〈通算144話〉 - 第27話〈通算170話〉） 
  - 作詞 - leonn / 作曲・編曲 - 日比野裕史 / 歌 - Dream5
  - クレジットと歌詞のフォントが全面的に変更され、第3期まで使われた。
  - 前期と同様、歌詞は当アニメ専用のものが使用されており、歌詞の一部がノーマル版と異なっている。
- 「ロックン・ハート!」（第28話〈通算171話〉 - 第49話〈通算192話〉）
  - 作詞 - Rico / 作曲・編曲 - 鈴木健太 / 歌 - キラキラガールズ
  - ゆめみっち、キラリっち、ピアニっち、めめっち、ひめスペっちが結成したバンド、キラキラガールズが歌う曲。
  - ひめスぺっちが離脱した第179話以降、ひめスペっちの部分がコフレっちに置き換えられた。

エンディングテーマ
- 「きっとずっとHappy!」（第1話〈通算144話〉 - 第27話〈通算170話〉） 
  - 作詞 - leonn / 作曲・編曲 - 日比野裕史 / 歌 - Dream5
- 「パワフル・ビート!」（第28話〈通算171話〉 - 第49話〈通算192話〉） 
  - 作詞 - Rico / 作曲・編曲 - 鈴木健太 / 歌 - レインボーイズ
  - まめっち、くちぱっち、ライトっち、なんでっち、ナイトっちが結成した男子バンド、レインボーイズが歌う。ただし、構成員のナイトっちはED中には1カットも出てこない。
  - 前述の通り、第179話以降はひめスぺっちがコフレっちに差し替えられた。

挿入歌
- 「キラキラ☆ドリーム」（第48話〈通算191話〉）

### 第3期（たまごっち! みらくるフレンズ）
オープニングテーマ
- 「みらくる☆トラベル」（第1話〈通算193話〉 - 第29話〈通算221話〉）
  - 作詞 - Rico / 作曲・編曲 - 鈴木健太 / 歌 - みらいっち（加藤英美里）、くるるっち（斎藤千和）
  - 第197話からはマダムっちの店に「Mira Cle Shop」（みらくるショップ）の看板と装飾が追加。
  - 「激闘!ワールドたまカップ（後編）」では挿入歌として使用された。

エンディングテーマ
- 「いつかいつか」（第1話〈通算193話〉 - 第29話〈通算221話〉）
  - 作詞 - Rico / 作曲 - 川嵜紗衣 / 編曲 - 古川貴浩 / 歌 - まめっち（釘宮理恵）
  - 「みんなの夢…未来へ」では挿入歌としても使用された。

挿入歌
- 「ピアノソナタ第14番 第1楽章」
  - ホームステイ先の「ドリーム園」でスマートっちがピアノでよく弾く曲
- 「ロックン・ハート!」（第12話〈第204話〉）
  - 第2期後期で使用されたOP。ゆめみっちとキラリっちの里帰りで実現したキラキラガールズの復活ライブ時に使用
- 「キラキラ☆ドリーム」（第12話〈第204話〉）
  - まめっち（11月23日生まれ）の誕生日に合わせてキラキラガールズがサプライズで使用
- 「月の光」
  - 第23話（第215話）の終盤でピアニっちがドリームスクールで弾いていた曲。楽譜には「Clair de Lune」と表記されていた。

### 第4期（GO-GO たまごっち!）
オープニングテーマ
- 「GO-GO たまごっち!」
  - 作詞 - マイクスギヤマ / 作曲 - 鈴木盛広 / 編曲 - 日比野裕史（第1話〈通算222話〉 - 第25話〈通算246話〉）、亀山耕一郎（第26話〈通算247話〉 - 第50話〈通算271話〉）
    - 2014年4月 - 2014年9月（第1話〈通算222話〉 - 第25話〈通算246話〉）歌 - hitomi（LOVE LIFE RECORDS）
    - 2014年10月 - 2015年3月（第26話〈通算247話〉 - 第50話〈通算271話〉）歌 - まめっち（釘宮理恵）（日本コロムビア)

  - 再びテロップを丸ゴシック体へ戻す。（ただし前後期でともに異なっている）
  - 26話以降は曲のアレンジと映像が一新、第34話〈通算255話〉からはストーリーの進展に合わせてラブソラっちが成長する。
  - いずれも第1期で使用されていたオープニングのアレンジバージョン。

エンディングテーマ
- 「RAINBOW」（第1話〈通算222話〉 - 第25話〈通算246話〉）
  - 作曲・編曲 - 江畑兵衛（TRIPLANE） / 作詞・歌 - hitomi（LOVE LIFE RECORDS）
- 「ベイビー・アイ feat.葉加瀬太郎」（第26話〈通算247話〉 - 第50話〈通算271話〉 ）
  - 歌 - アリアナ・グランデ（ユニバーサル ミュージック）（第26話〈通算247話〉 - 第50話〈通算271話〉）
  - エンディングテーマが当アニメ主題歌で初めてかつ唯一の洋楽となった。歌詞テロップは表示されていない。

挿入歌
- 「七色メロディ」（第22話〈通算243話〉）
- 「ハッピーハッピーハーモニー（スペシャルバージョン）」（第50話〈通算271話〉）
  - 作曲・編曲 - メロディっち / 作詞 - ラブリン（真堂圭） / 歌 - ラブリン（真堂圭）・ゆめみっち（福圓美里）・キラリっち（豊口めぐみ） / 演奏 - メロディっち・キラキラガールズ
  - 第1期第49話 - 第73話エンディングテーマのアレンジヴァージョン。

### 傑作選（たまごっち! たまともだいしゅーGO）
- 「GO-GO たまごっち!」（第1話 - 第26話）
  - 作詞 - マイクスギヤマ / 作曲 - 鈴木盛広 / 編曲 - 亀山耕一郎 / 歌 - ならゆりあ / コーラス - ヤング・フレッシュ
  - もともと1:30分の映像であったが、映像が全面的に一新し、30秒に短縮された。
  - 一部を除き、本編の映像が使用されている。

## 各コーナーのアニメーション

### アイキャッチ
初代（2009年10月12日～2012年9月3日）
第1期から使用。
たまごっちIDが画面左から出てきて、たまごっちIDの画面上にキャラクターが映る。
2011年9月からは1本立てになったと同時に、Bパート直前でも使用されるようになった（画面上に映っていたキャラクターが画面から飛び出し、その後「たまごっち!」とコールがかかるというもの）。
2代目（2012年9月10日～2013年3月25日・2013年8月15日）
第2期から使用。
CM前はピンク色のゆめキラバッグが回転しながら、画面右側に移動する。CM終了後は青色のゆめキラバッグが画面の上から下に落ちてくる。2013年1月7日放送分からはCM終了後のアニメーションにてゆめキャンっちが登場するようになった。CM前のアニメーションは2013年3月25日まで使用されたが、CM終了後のアニメーションは2013年8月15日放送分まで使用された。
なお、当初は第1期同様、タイトルロゴが「たまごっち!」としか表示されていなかったが、ゆめキャンっちが登場した2013年1月7日放送分以降は、上記のタイトルロゴの下に「ゆめキラドリーム」と表示されるようになった。(なお、後者の表示は第3期にも引き継がれている)
3代目（2013年4月4日・2013年8月22日～2014年3月27日）
第2期後半・第48話（通算191話）と第3期まで使用。
CM前は2013年4月4日から使用開始され、スマートピアノパッドが左から右に移動し、ピアニっちがスマートピアノパッドの裏から現れるというアニメーション。
CM終了後は2013年8月22日放送分から使用され、コフレパレットが上から下へ回りながら降りてきて、コフレパレットの裏からコフレっちが登場するというものになっている。
4代目（2014年4月3日～2015年3月26日）
第4期にて使用。
このアニメーションでは背景等が大幅に変更された。
主要キャラクターの絵が右から左へ移動し、最後に大きくキャラクターの絵(キャラクターは毎回異なる)が表示され、おやじっちが右下に登場する。
初代途中〜3代目まではBパート前にも挿入されていたが、4代目ではAパート後のみに挿入されている。

### サブタイトルアニメーション
初代（2009年10月12日～2014年3月27日）
第1期から第3期まで使用。
キャラクターのシルエットが左上に動くもの。(キャラクターのシルエットは毎回異なる)
音楽はゆめキラドリーム（第2期）、みらくるフレンズ（第3期）の2回で変更された。
また、一部の話では音楽が異なる場合もある。
2代目（2014年4月3日～2015年3月26日）
第4期にて使用。
CGで描かれた「まめっち、めめっち、くちぱっち」が登場する。
3代目（2015年4月2日～9月24日）
第5期にて使用。
初代と2代目のマイナーチェンジ版であり、フォントが一新した。

## 各話リスト
放送日は全てテレビ東京系列のもの。

### 第1期（たまごっち!）
ラブリーたまとも編・ハッピーハーモニー編
コレクトたまハート編

### 傑作選（たまごっち! たまともだいしゅーGO）
脚本・絵コンテ・演出・作画監督については本放送リストの該当話を参照。

## 放送局

### 日本国内での放送
連動データ放送はテレビ東京系列6局のみ、字幕放送はテレビ東京系列6局・岐阜放送（第170話まで）のみで実施。
| 放送地域       | 放送局         | 放送期間 | 放送日時                                                                    | 放送系列              | ネット状況            | 備考                                                                   |
| 第1期          | 第1期          | 第1期 | 第1期                                                                       | 第1期                 | 第1期                 | 第1期                                                                  |
| -------------- | -------------- | --- | --------------------------------------------------------------------------- | --------------------- | --------------------- | ---------------------------------------------------------------------- |
| 関東広域圏     | テレビ東京     | 2009年10月12日 - 2012年9月3日                                                                               | 月曜 19:00 - 19:30                                                          | テレビ東京系列        | 同時ネット            | 製作局                                                                 |
| 北海道         | テレビ北海道   | 2009年10月12日 - 2012年9月3日                                                                               | 月曜 19:00 - 19:30                                                          | テレビ東京系列        | 同時ネット            |                                                                        |
| 愛知県         | テレビ愛知     | 2009年10月12日 - 2012年9月3日                                                                               | 月曜 19:00 - 19:30                                                          | テレビ東京系列        | 同時ネット            |                                                                        |
| 大阪府         | テレビ大阪     | 2009年10月12日 - 2012年9月3日                                                                               | 月曜 19:00 - 19:30                                                          | テレビ東京系列        | 同時ネット            |                                                                        |
| 岡山県・香川県 | テレビせとうち | 2009年10月12日 - 2012年9月3日                                                                               | 月曜 19:00 - 19:30                                                          | テレビ東京系列        | 同時ネット            |                                                                        |
| 福岡県         | TVQ九州放送    | 2009年10月12日 - 2012年9月3日                                                                               | 月曜 19:00 - 19:30                                                          | テレビ東京系列        | 同時ネット            |                                                                        |
| 岐阜県         | 岐阜放送       | 2011年4月11日 - 2012年9月3日                                                                                | 月曜 19:00 - 19:30                                                          | 独立局                | 同時ネット            | 第74話から放送                                                         |
| 滋賀県         | びわ湖放送     | 2009年10月23日 - 2010年3月26日 2010年4月6日 - 9月28日 2010年10月4日 - 2012年3月26日 2012年4月2日 - 10月15日 | 金曜 17:15 - 17:45 火曜 19:00 - 19:30 月曜 18:30 - 19:00 月曜 18:25 - 18:55 | 独立局                | 遅れネット            |                                                                        |
| 日本全域       | AT-X           | 2009年11月8日 - 2012年9月16日                                                                               | 日曜 9:00 - 9:30                                                            | CS放送                | 遅れネット            | リピート放送あり                                                       |
| 日本全域       | アニマックス   | 2010年2月24日 - 2011年6月29日 2011年7月6日 - 2012年12月19日                                                 | 水曜 18:30 - 19:00 水曜 19:00 - 19:30                                       | CS放送                | 遅れネット            | リピート放送あり                                                       |
| 日本全域       | BS11           | 2010年4月3日 - 2012年12月29日                                                                               | 土曜 19:00 - 19:30                                                          | BS放送                | 遅れネット            | 『アニメ+』枠                                                          |
| 奈良県         | 奈良テレビ     | 2010年4月5日 - 2013年2月4日                                                                                 | 月曜 7:30 - 7:59                                                            | 独立局                | 遅れネット            |                                                                        |
| 三重県         | 三重テレビ     | 2010年4月6日 - 9月28日                                                                                      | 火曜 17:00 - 17:30                                                          | 独立局                | 遅れネット            | 第26話で打ち切り                                                       |
| 第2期          |                | |                                                                             |                       |                       |                                                                        |
| 関東広域圏     | テレビ東京     | 2012年9月10日 - 2013年3月25日 2013年4月4日 - 8月29日                                                        | 月曜 19:00 - 19:30 木曜 18:30 - 19:00                                       | テレビ東京系列        | 同時ネット            | 製作局                                                                 |
| 北海道         | テレビ北海道   | 2012年9月10日 - 2013年3月25日 2013年4月4日 - 8月29日                                                        | 月曜 19:00 - 19:30 木曜 18:30 - 19:00                                       | テレビ東京系列        | 同時ネット            |                                                                        |
| 愛知県         | テレビ愛知     | 2012年9月10日 - 2013年3月25日 2013年4月4日 - 8月29日                                                        | 月曜 19:00 - 19:30 木曜 18:30 - 19:00                                       | テレビ東京系列        | 同時ネット            |                                                                        |
| 大阪府         | テレビ大阪     | 2012年9月10日 - 2013年3月25日 2013年4月4日 - 8月29日                                                        | 月曜 19:00 - 19:30 木曜 18:30 - 19:00                                       | テレビ東京系列        | 同時ネット            |                                                                        |
| 岡山県・香川県 | テレビせとうち | 2012年9月10日 - 2013年3月25日 2013年4月4日 - 8月29日                                                        | 月曜 19:00 - 19:30 木曜 18:30 - 19:00                                       | テレビ東京系列        | 同時ネット            |                                                                        |
| 福岡県         | TVQ九州放送    | 2012年9月10日 - 2013年3月25日 2013年4月4日 - 8月29日                                                        | 月曜 19:00 - 19:30 木曜 18:30 - 19:00                                       | テレビ東京系列        | 同時ネット            |                                                                        |
| 岐阜県         | 岐阜放送       | 2012年9月10日 - 2013年9月16日                                                                               | 月曜 19:00 - 19:30                                                          | 独立局                | 同時ネット→遅れネット | 第3期以降は未ネット                                                    |
| 滋賀県         | びわ湖放送     | 2012年10月22日 - 2013年3月25日 2013年4月4日 - 2013年10月17日                                                | 月曜 18:25 - 18:55 木曜 18:30 - 19:00                                       | 独立局                | 遅れネット            |                                                                        |
| 日本全域       | AT-X           | 2012年9月23日・9月30日 2012年10月7日 - 2013年9月8日                                                         | 日曜 9:00 - 9:30 日曜 19:00 - 19:30                                         | CS放送                | 遅れネット            | リピート放送あり                                                       |
| 日本全域       | アニマックス   | 2012年12月26日 - 2013年12月11日                                                                             | 水曜 19:00 - 19:30                                                          | BS/CS放送             | 遅れネット            | リピート放送あり                                                       |
| 日本全域       | BS11           | 2013年1月5日 - 9月28日                                                                                      | 土曜 19:00 - 19:30                                                          | BS放送                | 遅れネット            | 『アニメ+』枠 第182話で打ち切り （ゆめキラ編第183話～第192話放送なし） |
| 奈良県         | 奈良テレビ     | 2013年2月11日 - 2014年1月13日                                                                               | 月曜 7:30 - 7:59                                                            | 独立局                | 遅れネット            |                                                                        |
| 広島県         | 中国放送       | 2013年4月5日 - 9月14日                                                                                      | 土曜 4:45 - 5:15                                                            | TBS系列               | 遅れネット            | 第169話から放送                                                        |
| 新潟県         | 新潟テレビ21   | 2013年4月6日 - 10月5日                                                                                      | 土曜 6:00 - 6:30                                                            | テレビ朝日系列        | 遅れネット            | 第169話から放送                                                        |
| 福島県         | 福島テレビ     | 2013年4月10日 - 9月18日                                                                                     | 水曜 15:28 - 15:58                                                          | フジテレビ系列        | 遅れネット            | 第169話から放送                                                        |
| 宮城県         | 仙台放送       | 2013年4月20日 - 9月14日                                                                                     | 土曜 5:30 - 6:00                                                            | フジテレビ系列        | 遅れネット            | 第170話から放送                                                        |
| 長野県         | 長野朝日放送   | 2013年4月21日 - 9月15日                                                                                     | 日曜 6:00 - 6:30                                                            | テレビ朝日系列        | 遅れネット            | 第170話から放送                                                        |
| 静岡県         | テレビ静岡     | 2013年4月27日 - 9月7日                                                                                      | 土曜 5:15 - 5:45                                                            | フジテレビ系列        | 遅れネット            | 第170話から放送                                                        |
| 山形県         | 山形放送       | 2013年5月8日 - 2014年3月26日                                                                                | 水曜 16:00 - 16:30                                                          | 日本テレビ系列        | 遅れネット            | 第144話から放送、 第189話で打ち切り （ゆめキラ編残り3話放送なし）      |
| 第3期          |                | |                                                                             |                       |                       |                                                                        |
| 関東広域圏     | テレビ東京     | 2013年9月5日 - 2014年3月27日                                                                                | 木曜 18:30 - 19:00                                                          | テレビ東京系列        | 同時ネット            | 製作局                                                                 |
| 北海道         | テレビ北海道   | 2013年9月5日 - 2014年3月27日                                                                                | 木曜 18:30 - 19:00                                                          | テレビ東京系列        | 同時ネット            |                                                                        |
| 愛知県         | テレビ愛知     | 2013年9月5日 - 2014年3月27日                                                                                | 木曜 18:30 - 19:00                                                          | テレビ東京系列        | 同時ネット            |                                                                        |
| 大阪府         | テレビ大阪     | 2013年9月5日 - 2014年3月27日                                                                                | 木曜 18:30 - 19:00                                                          | テレビ東京系列        | 同時ネット            |                                                                        |
| 岡山県・香川県 | テレビせとうち | 2013年9月5日 - 2014年3月27日                                                                                | 木曜 18:30 - 19:00                                                          | テレビ東京系列        | 同時ネット            |                                                                        |
| 福岡県         | TVQ九州放送    | 2013年9月5日 - 2014年3月27日                                                                                | 木曜 18:30 - 19:00                                                          | テレビ東京系列        | 同時ネット            |                                                                        |
| 静岡県         | テレビ静岡     | 2013年9月7日 - 2014年3月29日                                                                                | 土曜 5:30 - 6:00                                                            | フジテレビ系列        | 遅れネット            |                                                                        |
| 日本全域       | AT-X           | 2013年9月15日 - 2014年4月6日                                                                                | 日曜 19:00 - 19:30                                                          | CS放送                | 遅れネット            | リピート放送あり                                                       |
| 広島県         | 中国放送       | 2013年9月21日 - 2014年4月19日                                                                               | 土曜 4:45 - 5:15                                                            | TBS系列               | 遅れネット            |                                                                        |
| 宮城県         | 仙台放送       | 2013年9月21日 - 2014年4月5日                                                                                | 土曜 5:30 - 6:00                                                            | フジテレビ系列        | 遅れネット            |                                                                        |
| 長野県         | 長野朝日放送   | 2013年9月22日 - 2014年4月6日                                                                                | 日曜 6:00 - 6:30                                                            | テレビ朝日系列        | 遅れネット            |                                                                        |
| 福島県         | 福島テレビ     | 2013年9月25日 - 2014年4月16日                                                                               | 水曜 15:26 - 15:56                                                          | フジテレビ系列        | 遅れネット            |                                                                        |
| 日本全域       | BSジャパン     | 2013年10月7日 - 2014年4月21日                                                                               | 月曜 17:30 - 18:00                                                          | テレビ東京系列 BS放送 | 遅れネット            |                                                                        |
| 滋賀県         | びわ湖放送     | 2013年10月31日 - 2014年3月27日 2014年4月3日 - 6月5日                                                        | 木曜 18:30 - 19:00 木曜 18:27 - 19:00                                       | 独立局                | 遅れネット            | 第4期は未ネット                                                        |
| 日本全域       | アニマックス   | 2013年12月18日 - 2014年3月26日 2014年4月27日 - 8月17日                                                      | 水曜 19:00 - 19:30 日曜 7:30 - 8:00                                         | BS/CS放送             | 遅れネット            | リピート放送あり                                                       |
| 奈良県         | 奈良テレビ     | 2014年1月20日 - 8月4日                                                                                      | 月曜 7:30 - 7:59                                                            | 独立局                | 遅れネット            |                                                                        |
| 第4期          |                | |                                                                             |                       |                       |                                                                        |
| 関東広域圏     | テレビ東京     | 2014年4月3日 - 2015年3月26日                                                                                | 木曜 18:30 - 19:00                                                          | テレビ東京系列        | 同時ネット            | 製作局                                                                 |
| 北海道         | テレビ北海道   | 2014年4月3日 - 2015年3月26日                                                                                | 木曜 18:30 - 19:00                                                          | テレビ東京系列        | 同時ネット            |                                                                        |
| 愛知県         | テレビ愛知     | 2014年4月3日 - 2015年3月26日                                                                                | 木曜 18:30 - 19:00                                                          | テレビ東京系列        | 同時ネット            |                                                                        |
| 大阪府         | テレビ大阪     | 2014年4月3日 - 2015年3月26日                                                                                | 木曜 18:30 - 19:00                                                          | テレビ東京系列        | 同時ネット            |                                                                        |
| 岡山県・香川県 | テレビせとうち | 2014年4月3日 - 2015年3月26日                                                                                | 木曜 18:30 - 19:00                                                          | テレビ東京系列        | 同時ネット            |                                                                        |
| 福岡県         | TVQ九州放送    | 2014年4月3日 - 2015年3月26日                                                                                | 木曜 18:30 - 19:00                                                          | テレビ東京系列        | 同時ネット            |                                                                        |
| 静岡県         | テレビ静岡     | 2014年4月5日 - 2015年3月28日                                                                                | 土曜 5:30 - 6:00                                                            | フジテレビ系列        | 遅れネット            |                                                                        |
| 宮城県         | 仙台放送       | 2014年4月12日 - 2015年4月4日                                                                                | 土曜 5:30 - 6:00                                                            | フジテレビ系列        | 遅れネット            |                                                                        |
| 長野県         | 長野朝日放送   | 2014年4月13日 - 2015年4月5日                                                                                | 日曜 6:00 - 6:30                                                            | テレビ朝日系列        | 遅れネット            |                                                                        |
| 日本全域       | AT-X           | 2014年4月13日 - 2015年4月4日                                                                                | 日曜 19:00 - 19:30                                                          | CS放送                | 遅れネット            | リピート放送あり                                                       |
| 広島県         | 中国放送       | 2014年4月19日 - 2015年4月4日                                                                                | 土曜 4:45 - 5:15                                                            | TBS系列               | 遅れネット            |                                                                        |
| 福島県         | 福島テレビ     | 2014年4月23日 - 2015年3月25日 2015年4月1日 - 4月8日                                                         | 水曜 15:26 - 15:56 水曜 15:25 - 15:55                                       | フジテレビ系列        | 遅れネット            |                                                                        |
| 日本全域       | BSジャパン     | 2014年4月28日 - 2015年3月30日 2015年4月6日 - 4月13日                                                        | 月曜 17:30 - 18:00 月曜 17:29 - 17:58                                       | テレビ東京系列 BS放送 | 遅れネット            |                                                                        |
| 奈良県         | 奈良テレビ     | 2014年8月11日 - 2015年7月20日                                                                               | 月曜 7:30 - 7:59                                                            | 独立局                | 遅れネット            |                                                                        |
| 日本全域       | アニマックス   | 2014年8月24日 - 2015年8月16日                                                                               | 日曜 7:30 - 8:00                                                            | BS/CS放送             | 遅れネット            | リピート放送あり                                                       |
| 傑作選         |                | |                                                                             |                       |                       |                                                                        |
| 関東広域圏     | テレビ東京     | 2015年4月2日 - 9月24日                                                                                      | 木曜 18:00 - 18:30                                                          | テレビ東京系列        | 同時ネット            | 製作局                                                                 |
| 北海道         | テレビ北海道   | 2015年4月2日 - 9月24日                                                                                      | 木曜 18:00 - 18:30                                                          | テレビ東京系列        | 同時ネット            |                                                                        |
| 愛知県         | テレビ愛知     | 2015年4月2日 - 9月24日                                                                                      | 木曜 18:00 - 18:30                                                          | テレビ東京系列        | 同時ネット            |                                                                        |
| 大阪府         | テレビ大阪     | 2015年4月2日 - 9月24日                                                                                      | 木曜 18:00 - 18:30                                                          | テレビ東京系列        | 同時ネット            |                                                                        |
| 岡山県・香川県 | テレビせとうち | 2015年4月2日 - 9月24日                                                                                      | 木曜 18:00 - 18:30                                                          | テレビ東京系列        | 同時ネット            |                                                                        |
| 福岡県         | TVQ九州放送    | 2015年4月2日 - 9月24日                                                                                      | 木曜 18:00 - 18:30                                                          | テレビ東京系列        | 同時ネット            |                                                                        |
| 静岡県         | テレビ静岡     | 2015年4月4日 - 9月26日                                                                                      | 土曜 5:30 - 6:00                                                            | フジテレビ系列        | 遅れネット            |                                                                        |
| 宮城県         | 仙台放送       | 2015年4月11日 - 9月26日                                                                                     | 土曜 5:30 - 6:00                                                            | フジテレビ系列        | 遅れネット            |                                                                        |
| 長野県         | 長野朝日放送   | 2015年4月12日 - 9月27日                                                                                     | 日曜 6:00 - 6:30                                                            | テレビ朝日系列        | 遅れネット            |                                                                        |
| 福島県         | 福島テレビ     | 2015年4月15日 - 9月30日                                                                                     | 水曜 15:25 - 15:55                                                          | フジテレビ系列        | 遅れネット            |                                                                        |
| 広島県         | 中国放送       | 2015年4月18日 - 9月26日                                                                                     | 土曜 4:45 - 5:15                                                            | TBS系列               | 遅れネット            |                                                                        |
| 日本全域       | BSジャパン     | 2015年4月20日 - 9月28日                                                                                     | 月曜 17:29 - 17:58                                                          | テレビ東京系列 BS放送 | 遅れネット            | 第24話・第25話は放送なし                                               |
| 奈良県         | 奈良テレビ     | 2015年7月27日 - 2016年1月18日                                                                               | 月曜 7:30 - 7:59                                                            | 独立局                | 遅れネット            |                                                                        |

※BS放送では第2期まではテレビ東京系列のBSジャパンではなく、『さぁイコー! たまごっち』を放送したBS11で放送。第3期からはBSジャパンに移行した。

#### 放送時間変更
- 2009年12月28日 → 12月23日 11:30 - 12:00
放送分にあたる第12話は年末年始特別編成のため、通常時間を変更して放送。
- 2011年7月25日 → 7月26日（テレビ大阪のみ）
天神祭中継のため翌日の同時間帯に振り替えて放送。データ放送は無し。
- 2012年12月24日 17:30 - 18:00（アニメ530）
放送分にあたる第15話（第158話）は『主治医が見つかる診療所』の3時間スペシャルのため、通常時間を早めて放送。
- 2013年12月26日 17:30 - 18:00
第209話は『名曲ベストヒット歌謡』（18:30 - 21:48）のため、1時間繰り上げて放送。

### 日本国外での放送
現在はいずれも放送終了

#### 香港
2局で放送され、声優等の変更がされている。放送時間は香港時間のみ表記。
- TVB版タイトル：寵物反斗星
  - リピート放送あり。本放送と翡翠台のみ表記。
  - 第2期第4話を以って制作終了、以降の放送は声優等の変更をした上でViuTVに移行

| 放送局 | 放送チャンネル | 放送期間                       | 放送日時                                                     | 備考                                                |
| ------ | -------------- | ------------------------------ | ------------------------------------------------------------ | --------------------------------------------------- |
| TVB    | 無綫兒童台     | 2010年7月17日 - 2011年1月16日  | 土曜、日曜 7:00 - 7:30                                       | 第1期:第1話～第49話                                 |
| TVB    | 翡翠台         | 2011年11月8日 - 2012年1月13日  | 月曜日～金曜日 16:35 - 17:05                                 | 第1期:第1話～第49話                                 |
| TVB    | 無綫兒童台     | 2013年8月4日 - 2014年2月1日    | 日曜 07:00 - 07:30 →土曜、日曜 07:00 - 07:30 （8月31日から） | 第1期:第50話～第98話                                |
| TVB    | 翡翠台         | 2014年7月10日 - 2014年9月16日  | 月曜日～金曜日 16:35 - 17:05                                 | 第1期:第50話～第98話                                |
| TVB    | 無綫兒童台     | 2014年10月12日 - 2015年3月15日 | 土曜、日曜 15:00 - 15:30 →土曜、日曜 12:30 - 13:00           | 第1期:第99話～第143話 第2期:第1話～第4話            |
| TVB    | 翡翠台         | 2016年9月9日 - 2016年11月16日  | 月曜日～金曜日 16:15/16:20 - 16:45/16:50                     | 第1期:第99話～第143話 第2期:第1話～第4話            |
| TVB    | myTV           | 2016年9月9日 - 11月30日        | 放送終了後14日間配信                                         | ネット配信 第1期:第99話～第143話 第2期:第1話～第4話 |

- ViuTV版タイトル：他媽哥池
  - 2010年から放送開始したTVB版代わり、2018年12月末から2020年3月まで放送。
  - 全4期放送、声優等が変更された。放送終了後、1か月間公式サイトで配信。
  - 2019年9月27日から12月10日まで中断
  - 2020年3月23日放送予定の最終話は特別報道番組放送の為、翌日の朝9時放送に変更された。

| 放送局 | 放送期間                       | 放送日時                     | 備考        |
| ------ | ------------------------------ | ---------------------------- | ----------- |
| ViuTV  | 2018年12月27日 - 2020年3月24日 | 月曜日～金曜日 16:00 - 16:30 | 第1期-第4期 |

オーストラリア
- Go!
  - 2010年11月22日から放送開始。

台湾
- 東森幼幼台（中国語）
  - 台湾版タイトル：塔麻可吉

フィリピン
- チャンネル7（タガログ語）

韓国
- 韓国版タイトル：해피해피 다마고치!、日本語訳：ハッピーハッピーたまごっち!
- 大元メディア系列の大元放送の「CHAMP TV（韓国語）」、「アニメボックス（韓国語）」で2014年7月から放送。

## 特別番組
- 『ハッピーバースデー! たまごっち! たま友みんなでお祝いですスペシャル』 2009年11月23日 月曜 12:15 - 12:45 
1996年11月23日に初代たまごっちが発売された記念日であることと、最新作（たまごっち iD）の発売日でもある事に合わせて放送。
番組の内容は、TV本編の第1話 - 第6話を1つにつないだもので、ナレーターは鶴ひろみが担当した。
- 『たまごっち! アイカツ! 気になるニュース』 2013年3月20日 水曜 11:55 - 12:00[22]
- 『たまごっち! プレイバックSP』 2013年7月27日 土曜 6:15 - 6:30
- 『たまごっち! 新シリーズ先取りSP!』 2013年8月3日 土曜 6:15 - 6:30

## 再放送
ここでは、傑作選たまともだいしゅーGO以前について解説する。
- 『春休み! みんなでおさらいたまごっち!』 2010年3月29日 - 4月2日 月曜 - 金曜 11:30 - 12:00 
テレビ東京では2010年10月7日から2011年9月29日まで木曜朝7時30分 - 8時00分に再放送（関東ローカル、第49回以降はその週の月曜日に放送した同じ回を放送（ただし放送がない場合は過去の話から選ばれ、2011年1月6日は第13回、2011年4月7日は第25話、2011年9月29日は第90話が放送された）。
再放送の変更点として、EDテーマ前に「たまごっちわくわくじょーほー」というキャラ紹介が追加（2011年3月10日まで）。次回予告の「次回も見てね[注 19]」と「キミも今日からたまともです!」の部分は「今度の『たまごっち!』は来週月曜日夜7時、見てくださいね!」に差し替えられている（本放送休止の場合は差し替えなし）。
- 『たまごっち! ゆめキラクリスマス』 2012年12月24日 月曜 14:00 - 14:30
テレビ東京のみ、第157話を再放送。字幕放送あり、データ放送なし。
- 『たまごっち! ゆめキラ傑作選』 2013年2月16日・2月23日・6月1日・6月8日 土曜 5:45 - 6:15
テレビ東京のみ、第164話・第165話、第179話・第180話を再放送。字幕放送あり、データ放送なし。

## 映画

### 初期2部作
2007年
- 『えいがでとーじょー! たまごっち ドキドキ! うちゅーのまいごっち!?』

2008年
- 『映画! たまごっち うちゅーいちハッピーな物語!?』

### 2017年版
- 『映画 たまごっち ヒミツのおとどけ大作戦!』
『「映画 かみさまみならい ヒミツのここたま 奇跡をおこせ♪テップルとドキドキここたま界」』と同時上映。2017年4月28日公開。上映時間は10分。たまごっち生誕20周年を記念して製作された短編映画で、本作品でにじふわっち(声-大久保瑠美)がアニメ初登場となる。テレビシリーズから画風が変更されている。本編との台詞に限って関連性が見受けられる演出がある[3]。

#### 映画版スタッフ
- 原案 - BANDAI・WiZ（原案）
- 監督 - 志村錠児
- チーフたまごっちオフィサー - 飛田尚美
- 脚本 - 山口宏
- キャラクター設定 - 加藤満、木次佳織
- キャラクターデザイン - 五十嵐優花、志村錠児
- キャラクターデザイン協力 - 志村亜希子
- 総作画監督 - 山縣亜紀
- 作画監督 - 山縣亜紀、五十嵐優花
- 原画 - 高橋英吉、沢田正人、池平千里、山本まゆみ、鈴木康之、西村昭子、渡部由紀子、玉腰昌樹、森円美、細川修平、桑島望、山縣亜紀、椿陽子、柳田幸平、元廣和恵
- 第二原画 - 山本華織
- イラスト設定協力 - JINCO
- 美術監督 - 工藤ただし
- 特殊効果 - 太田憲之
- 絵コンテ・演出 - 志村錠児
- 撮影監督 - 山越康司
- 編集 - ジェイ・フィルム、小守真由美
- 音楽 - 青空
- 音楽プロデューサー - 笠木友輔
- 音響監督 - 中嶋聡彦
- 音響効果 - 小山健二
- 音響プロデューサー - 西名武
- 音響制作 - HALF HP STUDIO
- アニメーションプロデューサー - 吉岡大輔
- アニメーション制作 - OLM Team YOSHIOKA
- 主題歌 - 「GO-GO たまごっち!」 作詞 - マイクスギヤマ 作曲 - 鈴木盛広 編曲 - 黒田賢一（ランティス）  歌：まち
- 音楽協力 - 吉江輝成、小野可織（ランティス）
- 製作 - BANDAI
- 配給 -　東宝映像事業部

## DVD
一部のエピソードを厳選してDVD化。
| 発売日        | タイトル                                | 規格品番  |
| ------------- | --------------------------------------- | --------- |
| 2010年3月26日 | 〜みんな大好き☆ラブリンのひみつ〜       | BCBA-3778 |
| 2010年3月26日 | 〜たまともになろうよ☆ハッピーのひみつ〜 | BCBA-3779 |

| 発売日        | タイトル                                              | 規格品番  |
| ------------- | ----------------------------------------------------- | --------- |
| 2013年7月26日 | もりりっち編 〜みーんなたまもり! バッチグー★〜        | BCBA-4541 |
| 2013年7月26日 | ひめスペっち編 〜ギガキュン うちのラブ運占い〜        | BCBA-4542 |
| 2013年7月26日 | メロディっち編 〜ずっと一緒だよ♪ メロディバイオリン〜 | BCBA-4540 |
| 2013年7月26日 | ゆめみっち & キラリっち編 〜ゆめキラバッグで大変身☆〜 | BCBA-4543 |